# Védjegy

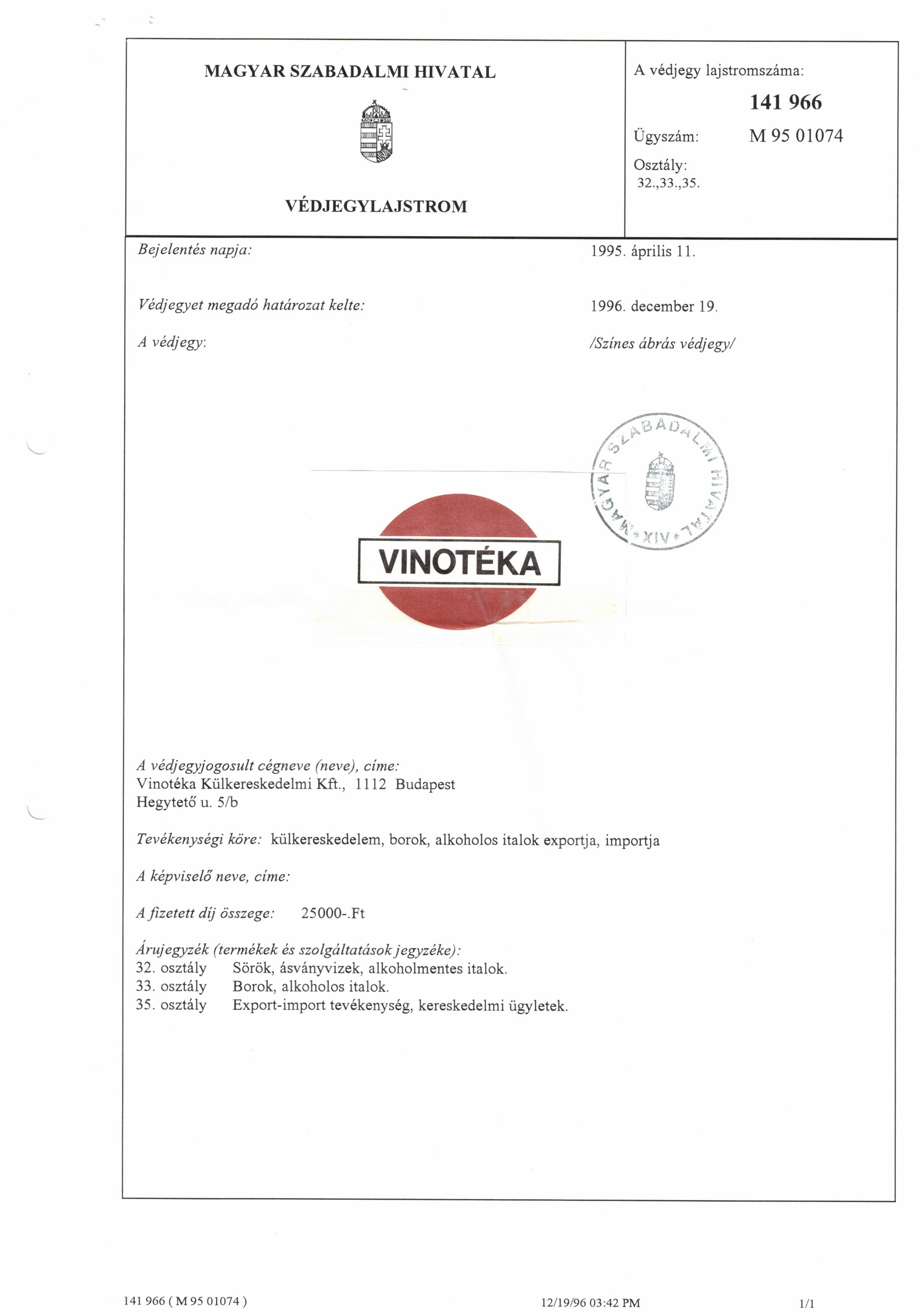
Védjegylajstrom

A védjegy jogi, azon belül iparjogvédelmi fogalom. Az árujelzők közé tartozik. Lényegében „áruk vagy szolgáltatások megkülönböztetésére szolgáló olyan megjelölés, amelynek használata kizárólagos jelleggel a védjegyoltalom jogosultját illeti meg”. A köznyelvben helyette főleg a márka, márkanév, logó szavakat használják.

## A védjegyoltalom lényege
A védjegy által nyújtott oltalom – amelynek rendeltetése különösen annak biztosítása, hogy a védjegyet hordozó áru vagy a védjegy alatt nyújtott szolgáltatás a védjegyjogosulttól származik – a védjegy és a megjelölés, valamint az érintett áruk vagy szolgáltatások azonossága esetén feltétlen. Az oltalom a megjelölés és a védjegy, valamint az érintett áruk vagy szolgáltatások hasonlósága esetére is kiterjed.

„A piaci verseny résztvevői számára igen lényeges annak elkerülése, megelőzése, hogy áruikat (szolgáltatásaikat) összetévesszék másokéval, vagy ami még rosszabb, hogy utánozzák, hamisítsák azokat. A fogyasztó számára a védjegy biztonságot jelent: az egyes áruk és szolgáltatások azonosításának, egymástól való megkülönböztetésének következtében a fogyasztó meggyőződhet arról, hogy olyan terméket vásárolt, amit elvárt. A védjegyoltalom, mint kizárólagos iparjogvédelmi jogosultság, éppen ezt a biztonságot kívánja szolgálni … A védjegyoltalom megkönnyíti a jogérvényesítést, mert közhitelesen bizonyíthatóvá tesz olyan tényeket és körülményeket, amelyek a védjegybitorlási eljárásban bizonyítandók. 
 A védjegymenedzsment az a »háttérmunka«, amelynek során egy vállalat gondoskodik az általa használt nevek jogi oltalmáról, az ezekhez fűződő kizárólagos jogok megszerzéséről. A megszerzett jogok adminisztratív fenntartásán túl a vállalatnak fel kell lépnie minden jogsértés ellen, ugyanis ha eltűri, hogy mások is használják a védjegyet az ő engedélye nélkül, az a védjegy megkülönböztető képességének gyengüléséhez, végső esetben a védjegyoltalom megszűnéséhez vezethet. A jól bevezetett védjegy hatalmas vagyoni értéket képvisel, és akár meghatározó szerepet tölthet be egy akvizícióban, vagyis egy vállalatnak egy másik általi felvásárlásában. 
 A védjegyoltalom megsértése számos polgári jogi, vámjogi, illetve büntetőjogi következménnyel járhat.”

## A legátfogóbb meghatározás
A védjegy fogalmának nemzetközi szinten legátfogóbb meghatározását a TRIPS egyezmény adja, amely szerint

„A védjegy lehet bármely jel vagy jelek bármely kombinációja, amely alkalmas valamely vállalkozás áruinak vagy szolgáltatásainak más vállalkozás áruitól vagy szolgáltatásaitól való megkülönböztetésére. Az ilyen jel, különösen szó, beleértve a személyneveket, betű, szám, ábrás elem vagy színösszetétel, valamint ezek bármely kombinációja, védjegyként lajstromozható. Amennyiben a jel eleve nem alkalmas a szóban forgó áruk vagy szolgáltatások megkülönböztetésére, a Tagok a lajstromozhatóságot a használat során szerzett megkülönböztethetőséghez köthetik. A lajstromozás előfeltételeként a Tagok megkövetelhetik a jel vizuális érzékelhetőségét.”

## A védjegyoltalom Magyarországon
Magyarországon a védjegyek és földrajzi árujelzők oltalmáról szóló 1997. évi XI. törvényt – többek között – a 2003. évi CII. törvénnyel módosították. Ez utóbbi 2004. május 1. napján (Magyarország európai uniós csatlakozásakor) lépett hatályba.
A magyar védjegytörvény 1.§ (1) szerint védjegyoltalomban részesülhet minden grafikailag ábrázolható megjelölés, amely alkalmas arra, hogy valamely árut vagy szolgáltatást megkülönböztessen mások áruitól vagy szolgáltatásaitól.
A védjegy szót a törvény csak olyan megjelölésekkel kapcsolatban használja, amelyeket védjegyként lajstromoztak (kivéve a közismert védjegyet, amely lajstromozás nélkül is védjegyoltalomban részesül).

## A védjegyoltalom törvényi szabályozása a védjegytörvényen kívül
A XXXIII. nyári olimpiai és XVII. nyári paralimpiai játékok pályázatáról és rendezéséről szóló 2016. évi LVIII. törvény az olimpiai szellemi tulajdonról szóló X. Fejezetének 11. pontjában, A védjegyeljárásokra vonatkozó különös rendelkezések cím alatt kifejezett rendelkezéseket tartalmaz a magyar védjegytörvény bizonyos rendelkezéseitől való eltérésre.

„A védjegyeljárásokra vonatkozó különös rendelkezések
39. § (1) A Vt. 5. § (1) bekezdése b) pontjának alkalmazásában más korábbi iparjogvédelmi jogán a különleges védelmet is érteni kell.

(2) A Szellemi Tulajdon Nemzeti Hivatala a MOB által benyújtott felszólalás gyorsított elbírálását hivatalból rendeli el. A felszólalás gyorsított elbírálására a Vt. 73/A. § (5) bekezdését és (6) bekezdés a)-b) pontjait megfelelően alkalmazni kell.

(3) Ha a törlési kérelmet a MOB nyújtja be, a Szellemi Tulajdon Nemzeti Hivatala a gyorsított törlési eljárást hivatalból rendeli el. Az ilyen gyorsított törlési eljárásra a Vt. 73/A. §-ának kizárólag az (5) és (6) bekezdését kell alkalmazni.

(4) Az (1)-(3) bekezdésekben nem szabályozott kérdésekben a Vt.-nek a védjegybejelentés felszólalás alapján történő érdemi vizsgálatára, illetve a törlési eljárásra vonatkozó rendelkezéseit kell megfelelően alkalmazni.

40. § (1) A Szellemi Tulajdon Nemzeti Hivatala a MOB által benyújtott védjegybejelentés meghirdetése iránt az elismert bejelentési naptól számított harminc napon belül intézkedik, kivéve, ha a bejelentőt hiánypótlásra, illetve nyilatkozattételre kell felhívni

a) a védjegybejelentés benyújtását követő vizsgálat során (Vt. 55-56. §);

b) a védjegybejelentés alaki vizsgálata során (Vt. 59. §); vagy

c) a védjegybejelentés hivatalból történő érdemi vizsgálata során (Vt. 61. §).

(2) A Szellemi Tulajdon Nemzeti Hivatala a MOB által benyújtott védjegybejelentés meghirdetése iránt az elismert bejelentési naptól számított harminc napon belül intézkedik akkor is, ha ennek nincs akadálya a MOB kellő időben benyújtott hiánypótlása illetve nyilatkozata alapján.

(3) A MOB által benyújtott bejelentésekre, az (1) és (2) bekezdésben nem szabályozott kérdésekben a Vt.-nek a védjegy lajstromozására irányuló eljárásra vonatkozó rendelkezéseit kell megfelelően alkalmazni, a következő eltérésekkel:

a) a Vt. 61/A. § (1) bekezdésétől eltérően a védjegybejelentés meghirdethető a kutatási jelentésnek a bejelentő részére történő megküldésétől számított egy hónap elteltét megelőzően is;

b) a Vt. 41. § (2) bekezdésétől eltérően a MOB részére a hiánypótlásra, illetve a nyilatkozattételre öt napos határidő is kitűzhető, amely az ügyfél kérésére egy alkalommal, legfeljebb tizenöt nappal meghosszabbítható.”

## A védjegy funkciói
A védjegy funkcióit a jogirodalom többféle módon határozza meg.
- A leglényegesebb a megkülönböztető funkció, azaz a jogosult áruinak/szolgáltatásainak mások áruitól/szolgáltatásaitól való megkülönböztetése mások (gazdálkodási tevékenységet folytató szervezetek illetve magánszemélyek) azonos vagy hasonló jellegű áruitól vagy szolgáltatásaitól.[1]
- versenyeszköz funkció,
- reklámeszköz funkció,
- minőségjelző (pl. tanúsító vagy eredetjelző) funkció.

## A védjegyoltalomban részesíthető megjelölések
A védjegyoltalomban részesíthető megjelölések körét - az Európai Unió szabályozásával összhangban - a magyar védjegytörvény 1. § (2) bekezdése  tartalmazza:

„Védjegyoltalomban részesülhet minden megjelölés, amely
a) alkalmas arra, hogy valamely árut vagy szolgáltatást megkülönböztessen mások áruitól vagy szolgáltatásaitól; és
b) a védjegylajstromban olyan módon ábrázolható, hogy a jogalkalmazó szervek és a nyilvánosság egyértelműen és pontosan meg tudják határozni a védjegybejelentő által igényelt, illetve a védjegyjogosult javára fennálló oltalom tárgyát.
(2) Védjegyoltalomban részesülhetnek különösen a következő megjelölések:
a) szó, szóösszetétel, beleértve a személyneveket és a jelmondatokat is;
b) betű, szám;
c) ábra, kép;
d) sík- vagy térbeli alakzat, beleértve az áru vagy a csomagolás formáját;
e) szín, színösszetétel, fényjel, hologram;
f) hang;
g) mozgást megjelenítő megjelölés;
h) pozíciómegjelölés;
i) multimédia-megjelölés;
j) mintázat; valamint
k) többféle megjelölés összetétele.”

### 2019. január 1-je előtt
A magyar védjegytörvény szerint védjegyoltalomban részesülő megjelölés lehet különösen:
- szó, szóösszetétel, beleértve a személyneveket és a jelmondatokat;
- betű, szám;
- ábra, kép;
- sík- vagy térbeli alakzat, beleértve az áru vagy csomagolás formáját;
- szín, színösszetétel, fényjel, hologram;
- hang, valamint
- a fent felsorolt egyes megjelölések összetétele.

## A lajstromozást kizáró okok

### Feltétlen kizáró okok
- 2. § (1) A megjelölés nem részesülhet védjegyoltalomban, ha nem felel meg az 1. §-ban meghatározott követelményeknek.
- (2) Ki van zárva a védjegyoltalomból a megjelölés, ha
- a) nem alkalmas a megkülönböztetésre, különösen, ha kizárólag olyan jelekből vagy adatokból áll, amelyeket a forgalomban az áru vagy a szolgáltatás fajtája, minősége, mennyisége, rendeltetése, értéke, földrajzi származása, előállítási vagy teljesítési ideje, illetve egyéb jellemzője feltüntetésére használhatnak, vagy pedig amelyeket az általános nyelvhasználatban, illetve az üzleti kapcsolatokban állandóan és szokásosan alkalmaznak;
- b) kizárólag olyan formából áll, amely az áru jellegéből következik, vagy amely a célzott műszaki hatás eléréséhez szükséges, illetve amely az áru értékének a lényegét hordozza.
- (3) A (2) bekezdés a) pontja alapján a megjelölés nincs kizárva a védjegyoltalomból, ha használata révén - akár az elsőbbség időpontja előtt, akár azt követően - megszerezte a megkülönböztető képességet.
- 3. § (1) A megjelölés nem részesülhet védjegyoltalomban, ha
- a) a közrendbe vagy a közerkölcsbe ütközik;
- b) az áru, illetve a szolgáltatás fajtája, minősége, földrajzi származása vagy egyéb tulajdonsága tekintetében alkalmas a fogyasztók megtévesztésére;
- c) rosszhiszeműen jelentették be lajstromozásra.
- (2) Ki van zárva a védjegyoltalomból a megjelölés, ha kizárólag
- a) az ipari tulajdon oltalmára létesült Párizsi Uniós Egyezményben meghatározott állami felségjelből, illetve hatóságot vagy nemzetközi szervezetet megillető jelzésből áll;
- b) olyan - az a) pontban nem szabályozott - kitüntetésre, jelvényre, címerre, illetve hivatalos szavatossági vagy hitelesítési jegyre vonatkozik, amelynek használatához közérdek fűződik;
- c) valamely vallási vagy egyéb meggyőződést erőteljesen kifejező jelképből áll.
- (3) Az illetékes szerv hozzájárulásával védjegyoltalomban részesülhet az a megjelölés, amelynek a (2) bekezdés a) és b) pontjában meghatározott jelzés csupán elemét képezi.
- (4) A megjelölés nem részesülhet védjegyoltalomban, ha e törvény vagy az Európai Közösség jogszabályai alapján lajstromozott földrajzi árujelzőből áll, vagy azt tartalmazza. E rendelkezést olyan árukra kell alkalmazni, amelyek nem a földrajzi árujelzőnek megfelelő földrajzi területről származnak, vagy amelyekkel kapcsolatban a földrajzi árujelző e törvény vagy az Európai Közösség jogszabályai alapján egyéb okból nem használható.

### Viszonylagos kizáró okok
- 4. § (1) Nem részesülhet védjegyoltalomban
- a) azonos áruk, illetve szolgáltatások tekintetében a korábbi védjeggyel azonos későbbi elsőbbségű megjelölés;
- b) a megjelölés, amelyet a fogyasztók összetéveszthetnek a korábbi védjeggyel a megjelölés és a védjegy azonossága vagy hasonlósága, valamint az érintett áruk, illetve szolgáltatások azonossága vagy hasonlósága miatt;
- c) eltérő áruk, illetve szolgáltatások tekintetében a belföldön jóhírnevet élvező korábbi védjeggyel azonos vagy ahhoz hasonló későbbi elsőbbségű megjelölés, ha annak alapos ok nélkül történő használata a jó hírű védjegy megkülönböztető képességét vagy hírnevét sértené vagy tisztességtelenül kihasználná.
- (2) Korábbi védjegy az, amelyet korábbi elsőbbséggel jelentettek be lajstromozásra, valamint – az (1) bekezdés a) és b) pontjának alkalmazásában – az a megjelölés is, amely az ipari tulajdon oltalmára létesült Párizsi Uniós Egyezmény alapján – lajstromozásától függetlenül – korábban vált belföldön közismert védjeggyé. Korábbi védjegyen – a megjelölés lajstromozásától függően –a korábbi védjegybejelentést is érteni kell.
- (3) A megjelölés nincs kizárva a védjegyoltalomból, ha olyan korábbi védjeggyel ütközik, amelyet annak jogosultja nem használt a 18. § előírásainak megfelelően.
- (4) E törvény alkalmazásában az összetéveszthetőség magában foglalja azt az esetet is, ha a fogyasztók a megjelölést gondolati képzettársítás (asszociáció) útján kapcsolhatják a korábbi védjegyhez.
- 5. § (1) Nem részesülhet védjegyoltalomban a megjelölés,
- a) amely másnak személyhez – különösen névhez, képmáshoz – fűződő korábbi jogát sértené;
- b) amely más korábbi szerzői vagy iparjogvédelmi jogába ütközne, ideértve a növényfajta nevével való ütközést is.
- (2) Nem részesülhet védjegyoltalomban
- a) a megjelölés, amelyet más lajstromozás nélkül korábbtól fogva ténylegesen használ belföldön, ha a megjelölésnek a korábbi használó hozzájárulása nélkül történő használata jogszabályba ütközne; valamint
- b) azonos vagy hasonló áruk, illetve szolgáltatások tekintetében a megjelölés, amely egy olyan védjeggyel azonos vagy ahhoz hasonló, amelynek oltalma korábban lejárat miatt megszűnt, ha a megszűnés óta két év még nem telt el, kivéve, ha a korábbi védjegyet nem használták a 18. § előírásainak megfelelően.
- (3) Annak megítélésekor, hogy a jog, a használat, illetve a megszűnés az (1) és (2) bekezdés alkalmazása szempontjából korábbinak számít-e, a megjelölésre vonatkozó bejelentés elsőbbségét kell figyelembe venni.
- Ki van zárva a védjegyoltalomból a megjelölés akkor is, ha azt a képviselő, illetve az ügynök – a jogosult engedélye nélkül – saját nevében jelentette be lajstromozásra, kivéve, ha a képviselő vagy az ügynök igazolja, hogy eljárása helyénvaló volt. [6. §]

A védjegyoltalom a legtöbb országban, így Magyarországon is, elvileg a bejelentés napjától számított tíz évig tart, majd további 10-10 évre megújítható. Megújítás hiányában az oltalom megszűnik. A védjegyoltalom megszűnése egyéb törvényes jogcímeken is történhet.

## A védjegyoltalom kezdete

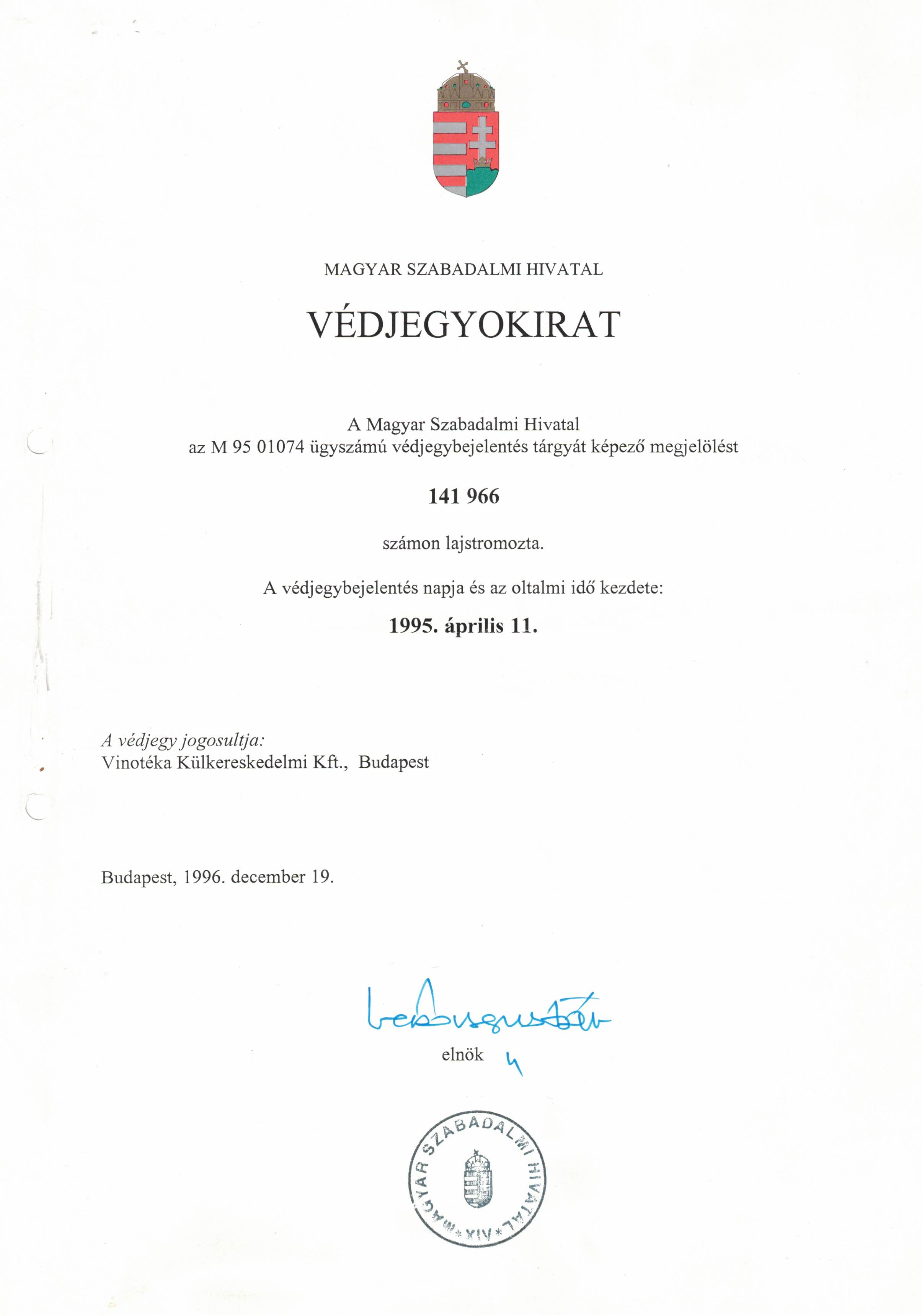
Védjegyokirat

A magyar védjegytörvény szerint a védjegybejelentés napjára visszaható hatállyal a lajstromozással, azaz az oltalom megadásával keletkezik. A védjegyoltalom a védjegyoltalom megszűnése napjáig tart.

## A védjegyjog tartalma (a védjegyhasználat)
A magyar védjegytörvény a védjegyoltalomból eredő jogok és kötelezettségek körében kiemeli, hogy a védjegyoltalom alapján a védjegyjogosultnak kizárólagos joga van a védjegy használatára.
E kizárólagos jogot csak a védjegyjogosult gyakorolhatja, illetve az, akinek a védegyjogosult használati engedélyt (licencia) adott.
A védjegyjogosult bárkivel szemben felléphet, aki engedélye nélkül gazdasági tevékenység körében használ
- a védjeggyel azonos megjelölést olyan árukkal, illetve szolgáltatásokkal kapcsolatban, amelyek azonosak a védjegy árujegyzékében szereplőkkel;
- olyan megjelölést, amelyet a fogyasztók a védjeggyel összetéveszthetnek a megjelölés és a védjegy azonossága vagy hasonlósága, valamint az érintett áruk, illetve szolgáltatások azonossága vagy hasonlósága miatt;
- a védjeggyel azonos vagy ahhoz hasonló megjelölést a védjegy árujegyzékében szereplőkkel nem azonos vagy azokhoz nem hasonló árukkal, illetve szolgáltatásokkal kapcsolatban, feltéve, hogy a védjegy belföldön jóhírnevet élvez, és a megjelölés alapos ok nélkül történő használata sértené vagy tisztességtelenül kihasználná a védjegy megkülönböztető képességét vagy jóhírnevét.

### Különösen tilos! (jogosulatlanoknak)
- a megjelölés elhelyezése az árun vagy csomagolásán
- a megjelölést hordozó áru forgalomba hozatala, eladásra való felkínálása, valamint forgalomba hozatal céljából történő raktáron tartása
- szolgáltatás nyújtása, vagy annak felajánlása a megjelölés alatt
- a megjelölést hordozó áruknak az országba történő behozatala vagy onnan történő kivitele
- a megjelölés használata az üzleti levelezésben vagy a reklámozásban

## A védjegyoltalom területi hatálya
A védjegyjog területi (territoriális) hatályú, ami főszabályként annyit jelent, hogy csak abban az országban áll oltalom alatt, ahol védjegyként bejelentették és akként lajstromozták. (Angolszász jogrendszerű országok joga hagyományosan az adott országban való használatot tartja fontosnak).
Következésképpen egy Magyarországon a Szellemi Tulajdon Nemzeti Hivatalánál bejelentett és a hivatal által lajstromozott védjegy oltalma csak Magyarországra terjed ki.
E szabály következménye, hogy regionális illetve nemzetközi védjegyoltalmi rendszerek jöttek létre, biztosítva az oltalmat több országra. Nincs olyan egyezmény, amely a Föld valamennyi országában lehetővé tenné a védjegyoltalom egyetlen bejelentéssel való megszerzését.
A legfontosabb regionális védjegyoltalom a közösségi védjegy, amely egyetlen bejelentéssel oltalomszerzést tesz lehetővé az Európai Unió teljes területére.

## A védjegyoltalom keletkezése
A védjegyoltalom a védjegybejelentés lajstromozásának napján kezdődik, a védjegybejelentés napjára visszaható hatállyal. (1997. évi XI. törvény 10. §)

## A közös védjegyoltalmi igény és a közös védjegyoltalom
A védjegyoltalmi igény - főszabályként - azt illeti meg, aki a védjegyet saját nevében először jelenti be. A védjegy lajstromozásától a bejelentő védjegyjogosult lesz és megilleti e védjeggyel kapcsolatban a védjegyoltalom.
Ha egy bizonyos védjegybejelentés kapcsán több védjegybejelentő van, őket közös védjegyoltalmi igény illeti meg, míg a védjegy lajstromozása után közös jogosultak lesznek, akiket közös védjegyoltalom illet meg.

## A különleges védjegyfajták
A magyar védjegytörvény különleges védjegyfajtaként szabályozza
- az együttes védjegyet és a
- tanúsító védjegyet.

## Európai uniós védjegy
Magyarországnak az Európai Unióhoz történt 2004. május 1-jei hatályú csatlakozása nem jelenti azt, hogy a Magyarországon lajstromozott védjegyek oltalma automatikusan kiterjedne az Európai Unióra is. Az oltalomszerzés érdekében új közösségi védjegybejelentést kell tenni.
Az európai uniós védjegy elsősorban azok számára lehet fontos, akik nem csak Magyarországon kínálják áruikat illetve nyújtják szolgáltatásaikat.
Európai uniós védjegy védjegybejelentést az EUIPOnál lehet tenni (Alicante, Spanyolország), amelynek alapján az eljárás valamennyi tagországra nézve megindul egyetlen bejelentési kérelem alapján. Nagy előnye, hogy így nem tagállamonként kell külön-külön a megjelölést regisztráltatni. A közösségi védjegybejelentés hátránya, hogy amennyiben akárcsak egyetlen tagállamban kizáró ok merül fel, a megjelölés nem kaphat közösségi oltalmat. Ajánlatos ezért a bejelentés előtt védjegykutatást végezni.
2019. júniusában bejelentették, hogy megérkezett a Hivatalhoz a 2.000.000-ik európai uniós védjegybejelentés.

### Az európai uniós védjegyrendszer módosítása
2015. december 24-én tették közzé a közösségi (most már európai uniós) védjegyrendelet módosított végrehajtási rendeletét (Címe: Az Európai Parlament és a Tanács (EU) 2015/2424 rendelete (2015. december 16.) a közösségi védjegyről szóló 207/2009/EK tanácsi rendelet és a közösségi védjegyről szóló 40/94/EK tanácsi rendelet végrehajtásáról szóló 2868/95/EK bizottsági rendelet módosításáról, valamint a Belső Piaci Harmonizációs Hivatalnak (védjegyek és formatervezési minták) fizetendő díjakról szóló 2869/95/EK bizottsági rendelet hatályon kívül helyezéséről)
A végrehajtási rendelet 2016. március 23-án lépett hatályba. (Néhány kivétellel: az 1. pont egyes rendelkezései csak 2017. október 1-jétől lesznek hatályosak.)
A preambulum (2) bekezdése két terminológiai változtatást tartalmaz: "A Lisszaboni Szerződés hatálybalépésének következtében aktualizálni kell a 207/2009/EK rendelet terminológiáját. Ennek keretében a „közösségi védjegy” kifejezés helyébe az „európai uniós védjegy” kifejezés lép. A „Belső Piaci Harmonizációs Hivatal (védjegyek és formatervezési minták)” elnevezés helyébe „Az Európai Unió Szellemi Tulajdonjogi Hivatala” elnevezés ... lép, hogy megfelelőbben tükrözze a Hivatal által ténylegesen végzett munkát."
2017. október 1-jével az európai uniós védjegyről szóló 2017. június 14-i (EU) 2017/1001 európai parlamenti és tanácsi rendelet egyaránt hatályon kívül helyezte a közösségi védjegyről szóló 207/2009/EK tanácsi rendeletet és az azt módosító (EU) 2015/2424 rendeletet.

## A megjelölés védjeggyel való védett jellegének feltüntetése
Az Egyesült Államokban a védett jelleg feltüntetése kötelező, ezért tüntetik fel a ® szimbólumot (regisztrált védjegy; nagy R betű egy körben). Ha nincs technikai lehetőség a szimbólum megjelenítésére, akkor (R) (nagy R betű zárójelek között) karaktereket is szokták használni. Szintén az Egyesült Államokban szokásos a ™ (=trademark; TM betűk [alternatívaként a TM betűk zárójelek között]) és SM (=service mark) jelek feltüntetése, amelynek célja, hogy felhívja a figyelmet arra, hogy bár a megjelölés nincs lajstromozva, azt a használója védjegynek tekinti.
Számos országban – így Magyarországon – ezzel szemben nem kötelező a védjegy védett jellegének feltüntetése. Ezekben az országokban nem egységes a gyakorlat, Magyarországon a ® szimbólumot használják, vagy a „Törv. védve” (értsd: törvény által védve) feliratot.

## A védjegybitorlás
A védjegy más által való jogosulatlan használata védjegybitorlást valósít meg. Vannak polgári jogi és büntetőjogi jogkövetkezményei.

## Védjegy és fajtanév

### Fajtanév
A fajtanév fogalmát a védjegytörvény sajátos értelemben használja.
A fajtanév olyan szó vagy szóösszetétel (a továbbiakban együtt: szó), amely nem alkalmas védjegyoltalomra, tehát amelynek védjegyként való oltalmát a védjegytörvény kizárja.
A fajtanév azért nem alkalmas védjegyoltalomra, mert olyan szó, amely úgy nevez meg egy árut vagy szolgáltatást (a továbbiakban együtt: árut), hogy egyáltalán nem utal az előállító (forgalomba hozó, a szolgáltatást nyújtó) vállalatra.
Nem fajtanév ezzel szemben az a védjegyoltalom alatt álló szó, amely ugyan egyértelműen megnevez egy vagy több árut, azonban egyúttal a védjegyjogosultra (előállítóra stb.) is utal.
A fajtanév értelmezésénél mindig figyelemmel kell lenni az árujegyzékre, azaz eltérő áru esetén a fajtanévben foglalt szó alkalmas lehet védjegyoltalomra.
Például:
- Lotto – szerencsejátékra, lottószelvényre fajtanév, de ruházati termékekre védjegyként lajstromozható;
- Parabola – antennákra fajtanév, de TV-műsor szolgáltatására védjegyként lajstromozható;
- Poison (magyarul: méreg) – mérgező vegyi anyagokra nem, de parfümre védjegyként lajstromozható.

### Védjegy fajtanévvé válása
Fajtanévvé válhat a védjegy, ha a védjegyjogosult hagyja, hogy általánosan fajtanévként használják védjegyét, amely ily módon – szaknyelven – elveszíti megkülönböztető képességét. Ez történt például a fridzsider (eredetileg Frigidaire) szóval.
A védjegyjogosultak egy része különös figyelmet fordít arra, hogy megakadályozza védjegye megkülönböztető képességének elveszítését.
A fajtanévvé válási folyamat ugyanis bizonyos ideig visszafordítható. Például a védjegyjogosult hirdetésekben hívja fel a figyelmet arra, hogy a megjelölésre védjegyoltalommal rendelkezik. Megtörtént, hogy a „zsilett” szót az 1950-es–1970-es években általában a „borotvapenge” fajtaneveként használták Magyarországon – a Gillette cég termékei ekkor nem voltak elérhetők. Mióta azonban a Gillette védjeggyel ellátott termékek kaphatóak, a termékeket kiterjedten reklámozzák, a GILLETTE védjegy visszanyerte megkülönböztető képességét.
A védjegyoltalom megszűnhet, ha az oltalom megszűnését a védjegy megkülönböztető képességének megszűnésére alapítva kérik. Miután a védjegyoltalom megszűnéséről jogerő határozat születik, a védjegyben foglalt megjelölést bárki szabadon használhatja fajtanévként.

### Védjegyek és fajtanevek feltüntetése lexikonban
A szótárakban, lexikonokban, enciklopédiákban bármilyen nyilvános információ szerepelhet, így védjegyszavak is (a védjegyjogosult engedélye nélkül is). Egy példa: a „Renault” cégről információ adható a Renault védjegy jogosultjának engedélye nélkül.
Nem kelthet azonban a megjelent információ olyan benyomást, hogy fajtanévről és nem védjegyszóról van szó.
Például:
- Teflon – fémtárgyak bevonata, van védjegyjogosult (Du Pont de Nemours, Amerikai Egyesült Államok);
- Jeep – négykerék hajtású járművek – a DaimlerChrysler védjegye;
- Aspirin – gyógyszer, a védjegyjogosult Magyarországon Bayer AG (Németország);
- Microsoft Windows – operációs rendszer, a Microsoft Corporationé;
- Post-It – ragasztós felületű jelzőcédulák, van védjegyjogosult (3M);
- Walkman – sétálómagnóra a Sony cégé.

Ezt a benyomást a lexikon stb. akkor kelti – a szerkesztő szándékától függetlenül – ha a védjegyet úgy tünteti fel, mintha fajtanév lenne (képzeletbeli példák valódi védjegyekkel):
- a „Walkman” címszónál a következő szöveg szerepel: „»walkman« a sétálómagnó szokásos neve” vagy „Ma már a világon sok vállalat gyárt walkmant” stb.
- avagy: „»dzsip«: a négykerék-hajtású járművek gyűjtőneve” vagy „a Land Cruiser a Toyota dzsipje” stb.

Ez a védjegyből képzett egyéb szavakra is vonatkozik: például másokat zavarhat a hangos walkmanozás (vókmenezés) közterületen stb.
(A lexikon szerkesztőjének akkor is figyelemmel kell lennie arra, hogy védjegyszóval van dolga, ha a védjegyszó fajtanévvé válása történetesen előrehaladott stádiumban van, vagyis általában már fajtanévként emlegetik.)
A fajtanévvé válási folyamatot tehát a lexikon stb. nem támogathatja, a téves fogyasztói tudatot nem erősítheti, ez ellen a védjegyjogosult tiltakozhat és követelheti, hogy a lexikon stb. következő kiadásában helyesen jelenjenek meg a kifogásolt tények.
A védjegytörvényben foglalt rendelkezés nem nyilvánítja az ilyen esetet védjegybitorlásnak, viszont e rendelkezés megsértéséért a védjegyjogosult polgári bírósághoz fordulhat és követelheti a helyreigazítást.

### Jogszabályok

#### Európai uniós jogszabályok

##### Hatályos
- Az Európai Parlament és a Tanács (EU) 2015/2436 irányelve (2015. december 16.) a védjegyekre vonatkozó tagállami jogszabályok közelítéséről
- Az Európai Parlament és a Tanács (EU) 2017/1001 rendelete (2017. június 14.) az európai uniós védjegyről

##### Már nem hatályos
- Az Európai Parlament és a Tanács 2008/95/EK irányelve (2008. október 22.) a védjegyekre vonatkozó tagállami jogszabályok közelítéséről
- A Tanács 207/2009/EK rendelete (2009. február 26.) a közösségi védjegyről
  - Az Európai Parlament és a Tanács (EU) 2015/2424 rendelete (2015. december 16.) a közösségi védjegyről szóló 207/2009/EK tanácsi rendelet és a közösségi védjegyről szóló 40/94/EK tanácsi rendelet végrehajtásáról szóló 2868/95/EK bizottsági rendelet módosításáról, valamint a Belső Piaci Harmonizációs Hivatalnak (védjegyek és formatervezési minták) fizetendő díjakról szóló 2869/95/EK bizottsági rendelet hatályon kívül helyezéséről

#### Magyar jogszabályok
- net.jogtar.hu/vedjegy-tv 1997. évi XI. törvény a védjegyek és a földrajzi árujelzők oltalmáról

### Egyéb források
- SZTNH adatbázisok
- vedjegy.lap.hu
- Keserű Barna Arnold: A magyar védjegyek átruházásának összehasonlítása a közösségi védjegyoltalom átruházásának szabályaival, különös tekintettel a szellemi tulajdon elméleteire